# Кьолмен
Кьòлмен е село в Североизточна България, община Върбица, област Шумен.

## География
Село Кьолмен се намира на около 33 km юг-югозападно от областния център град Шумен, около 5 km северно от общинския център град Върбица и около 23 km изток-югоизточно от град Омуртаг. Разположено е в историко-географската област Герлово, край северния бряг на югозападния ръкав на язовир „Тича“, в който откъм запад близо до селото се влива река Голяма Камчия. Надморската височина в центъра на Кьолмен при кметството е около 214 m, на юг към язовира намалява до 190 – 195 m, а към северния край на селото нараства до около 230 m.
Климатът е умереноконтинентален.
Общински път от Кьолмен на северозапад се свързва с първокласния републикански път I-7, водещ на север през селата Конево и Иваново и град Велики Преслав до връзка при град Шумен с автомагистрала „Хемус“, а на юг – през село Менгишево, град Върбица и пътния възел „Петолъчката“ до връзка с автомагистрала „Тракия“.
Землището на село Кьолмен граничи със землищата на: село Конево на север; село Ловец на североизток; село Маломир на изток; град Върбица на юг; село Менгишево на запад.

## История
Селото е в България от 1878 г.
При някои от преброяванията на населението селото е записвано като:
- Гьолемен – преброяване на 1 януари 1881 г. (346 жители);[3]
- Гюлемен – преброяване на 1 януари 1893 г.;[4]
- Кьолемен (Гюлемèн) – преброяване на 31 декември 1934 г. след преименуване.[5][6]

Селото носи името Кьолмен от 1966 г.
Начално училище в село Гюлемен (Кьолмен) е основано през 1911 г. То е частно, издържано от населението. Училището се помещава в частна къща. През 1912 г. то се премества в едно кафене. През периода 1913 – 1916 г. училището е закрито поради войната. През 1920 г. в селото се открива Народно първоначално училище, което се помещава в частна къща. В съхранявания в Държавния архив – Шумен архивен фонд на училището няма документи, свидетелстващи за училищна дейност след 1947 г.
Читалище „Просвета“ в село Кьолмен е основано през 1929 г. Към читалището функционират библиотека, състави за художествена самодейност. В съхранявания в Държавния архив – Шумен архивен фонд на читалището последните документи са от 1980-те години.

## Население
Числеността на населението на село Кьолмен според преброяванията през годините е както следва:
| \| Година на преброяване \| Численост \| \| --------------------- \| --------- \| \| 1934 \| 305 \| \| 1946 \| 309 \| \| 1956 \| 221 \| \| 1965 \| 159 \| \| 1975 \| 167 \| \| 1985 \| 131 \| \| 1992 \| 109 \| \| 2001 \| 98 \| \| 2011 \| 80 \| \| 2021 \| 42 \| |           |
| Година на преброяване | Численост |
| 1934 | 305       |
| 1946 | 309       |
| 1956 | 221       |
| 1965 | 159       |
| 1975 | 167       |
| 1985 | 131       |
| 1992 | 109       |
| 2001 | 98        |
| 2011 | 80        |
| 2021 | 42        |

Етническият състав на населението на село Кьолмен по данните за етническите групи според преброяването на населението през 2011 г. е както следва:
|                     | Численост | Дял (в %) |
| Общо                | 80        | 100.00    |
| Българи             | ?         | ?         |
| Турци               | 79        | 98.75     |
| Цигани              | –         | –         |
| Други               | –         | –         |
| Не се самоопределят | ?         | ?         |
| Неотговорили        | –         | –         |

## Обществени институции
Село Кьолмен към 2023 г. е център на кметство Кьолмен.
В село Кьолмен към 2023 г. има джамия.

## Културни и природни забележителности
След теренно археологическо проучване по брега на язовир „Тича“, долината на река Голяма Камчия и по-малките ѝ притоци е разкрито селище от халколита и късната античност, с площ от 600 m² в стопанския двор на селото.
Кьолменският надпис, намерен в местността Зуньово кладенче през 1956 г., е създаден най-вероятно от траките и е изписан върху каменна плоча, част от древна гробница. Надписът, който съдържа общо 56 букви, се причислява към V век пр.н.е. Текстът изглежда по следния начин:
NΥΑΣΝΛΕΤΕΔΝΥΕΔΝΕΙΝΔΑΚΑΤΡ·Ξ·ΕΒΑΡ·ΖΕΣΑΞΝΗΝΕΤΕΣΑΙΓΕΚ· ΑΝΓΗΑΒΑΛΒΝ
През 1965 г. българският езиковед Владимир Георгиев публикува предварително съобщение с тълкувание на надписа: „Ебар (или Хебар (Хебър)) (син) на Зесас аз 58 години живях тук. Не повреждай (?) този (? гроб или покойник). Не осквернявай самия този покойник, за да не ти се направи това.“ Проф. Георгиев предполага, че езикът на надписа представлява трако-мизийски преходен диалект.
Погребалният инвентар в гробницата е характерен за тракийски воин от благороднически произход. Съдържа 238 фрагмента от ризница, копия от желязо и ножче от желязо, тока от конско снаряжение, глинена амфора, каничка, бронзови фрагменти от шлем и фрагменти от паници и амфори.